# Resident Evil: Survivor
Resident Evil Survivor, Biohazard Gun Survivor (яп. バイオハザード ガンサバイバー, Байохадза:до ган сабайба:) — відеогра, розроблена «Capcom». Вона вийшла 2000 році на консолі PlayStation.

## Гра

### Персонажі
- Арк Томпсон
- Лілі і Лот Клейн
- Вінсент Голдман

| Агрегатор    | Оцінка              |
| ------------ | ------------------- |
| GameRankings | 42.11 % (9 обзоров) |
| Metacritic   | 39 % (10 обзоров)   |

| Видання  | Оцінка        |
| -------- | ------------- |
| Famitsu  | PS: 31 из 40  |
| GamePro  | PS:           |
| IGN      | 4 out of 10   |
| M! Games | PS: 41 из 100 |